# Barre, Tarn

Barre este o comună în departamentul Tarn din sudul Franței. În 2009 avea o populație de 210 de locuitori.

## Evoluția populației
| An        | 1975 | 1982 | 1990 | 1999 | 2006 | 2009 |
| --------- | ---- | ---- | ---- | ---- | ---- | ---- |
| Populație | 369  | 286  | 257  | 215  | 211  | 210  |